# María López (futbolista)
María José López Bellatín (Lima, 22 de mayo de 1985) es una futbolista peruana. Juega de mediocampista y su equipo actual es el Cúcuta Deportivo de la Liga Profesional Femenina en Colombia. Fue internacional absoluta por la selección de Perú desde 2019. 

## Trayectoria
Maca comenzó su carrera en la Cantera y Sporting Cristal de su país, donde logró un subtítulo de la Campeonato Peruano de Fútbol Femenino con este último club. 
En 2020 emigró a Brasil, donde vistió la camiseta del Realidade Jovem, tuvo un corto paso por Ecuador con el Deportivo Cuenca y luego regresó al país carioca para comenzar su etapa con Botafogo.
A mediados del 2022 se oficializó su regreso al Sporting Cristal.

## Selección nacional
Disputó el torneo femenino de fútbol en los Juegos Panamericanos de Lima 2019. 

## Clubes
| Club             | País     | Año       |
| ---------------- | -------- | --------- |
| La Cantera       | Perú     | 2012-2016 |
| Sporting Cristal | Perú     | 2017-2020 |
| Realidade Jovem  | Brasil   | 2020      |
| Deportivo Cuenca | Ecuador  | 2021      |
| Botafogo         | Brasil   | 2021-2022 |
| Sporting Cristal | Perú     | 2022-2023 |
| Cúcuta Deportivo | Colombia | 2024-Act  |